# Mieczysław Kasprzycki
Mieczysław Kasprzycki (ur. 13 grudnia 1910 w Ostrawie, zm. 21 października 2001 w Krynicy-Zdroju) – polski hokeista, wychowanek klubów czeskich, reprezentacyjny obrońca, olimpijczyk z Garmisch-Partenkirchen (1936) i St. Moritz (1948), trener reprezentacji narodowej (1952-1955) z którą wywalczył 6 m. na IO w Oslo (1952).
Gry w hokeja nauczył się w Czechosłowacji w klubach KS Vítkovice (do 1935) i Slavia Praga (1936). Po przeprowadzce rodziny do Polski kolejno reprezentował barwy: Śląskiego Klubu Hokejowego Katowice (1936–1937), Pogoni Katowice, Dębu Katowice (od listopada 1938 do 1939), Cracovii (1946–1949), KTH Krynica (1950–1952). 35-krotny reprezentant Polski (1936–1952), Pięciokrotny mistrz Polski: 1939 (Dąb Katowice), 1946, 1947, 1949 (Cracovia), 1950 (KTH Krynica), 3-krotny uczestnik mistrzostw świata (1939 Bazylea, Zurych: 6m., 1947 Praga: 6m., 1948 St. Moritz: 6 m.) i 2-krotny olimpijczyk.
Uczestnik kampanii wrześniowej i francuskiej 1940, internowany w Szwajcarii (rozgrywał mecze w barwach Grasshoppers Zurich). Działacz hokejowy i saneczkowy.